# Маркнојкирхен
Маркнојкирхен (њем. Markneukirchen) град је у њемачкој савезној држави Саксонија. Једно је од 45 општинских средишта округа Фогтланд. Према процјени из 2010. у граду је живјело 6.771 становника. Посједује регионалну шифру (AGS) 14523200.

## Географски и демографски подаци
Маркнојкирхен се налази у савезној држави Саксонија у округу Фогтланд. Град се налази на надморској висини од 504 метра. Површина општине износи 47,4 km². У самом граду је, према процјени из 2010. године, живјело 6.771 становника. Просјечна густина становништва износи 143 становника/km².

## Индустрија
У Маркнојкирхену одувек је била развијена индустрија музичких инструмената. На основу старе традиције 1953. године формирано је предузеће Musima које се бавило израдом електричних гитара и басова.